# 社会学的想像力
社会学的想像力（しゃかいがくてきそうぞうりょく、英: sociological imagination）はライト・ミルズの著作『社会学的想像力』で示された社会学の概念。

## 定義
社会学的想像力の定義は学者によっても一様ではない。一般的な定義としては、私的問題と公的問題を結びつける力というものがある。それに加えてミルズは、社会学的想像力を一つの観点から別の観点へ移る能力としている。こうした主張から、基本的な定義は視点を変える作用だと指摘する声もある。

## 知的職人論
社会学的想像力はどのようにして身につくのか。『社会学的想像力』の付録「知的職人論」の中で述べられている。これはミルズの知的な研究者を志す若者へのメッセージが書かれている。
1. よき職人たれ。率直な知的職人の復権をはかり、自らそのような職人たるべく努めよ。
2. 自己自身に対し、また他者に対して、明瞭で簡潔な叙述を要求せよ。
3. 作業が必要とするならば、超歴史的な概念構成を敢えておこない、歴史下的な瑣末事をもきわめつくせ。全くの形式的理論を、様々なモデルを、可能なかぎり良く構成せよ。
4. 孤立した小状況のみをあれこれ研究するのは良くない。それらの小状況を組織づけている社会構造を探求せよ。
5. 世界史上にかつてあらわれ、現に存在している社会構造を充分に比較して理解することを狙え。
6. 研究にあたって規定している人間のイメージ―人間性に関する一般的観念―にむかって常に眼をひらけ。歴史のイメージ―歴史はいかにしてつくられるか―に対しても同時に眼をふさぐな。歴史の諸問題、個人生活史の諸問題、個人と歴史が触れ合う社会構造の諸問題をめぐる君の見地をたえず鍛えなおすようにせよ。個性の多様性と時代の変化の諸様式とを直視せよ。見るもの、想像することを、人間の多様性の研究の手がかりとしてとり入れよ。
7. 君が古典的社会分析の伝統を受け継ぎ、かつ遂行していることを知るべきである。
8. 多くの私的な問題も、たんに個人的な問題として解決することはできず、公的な問題の枠組みのなかで歴史形成という問題文脈のなかで理解しなければならぬことを知れ[2]。